# 高麗神社

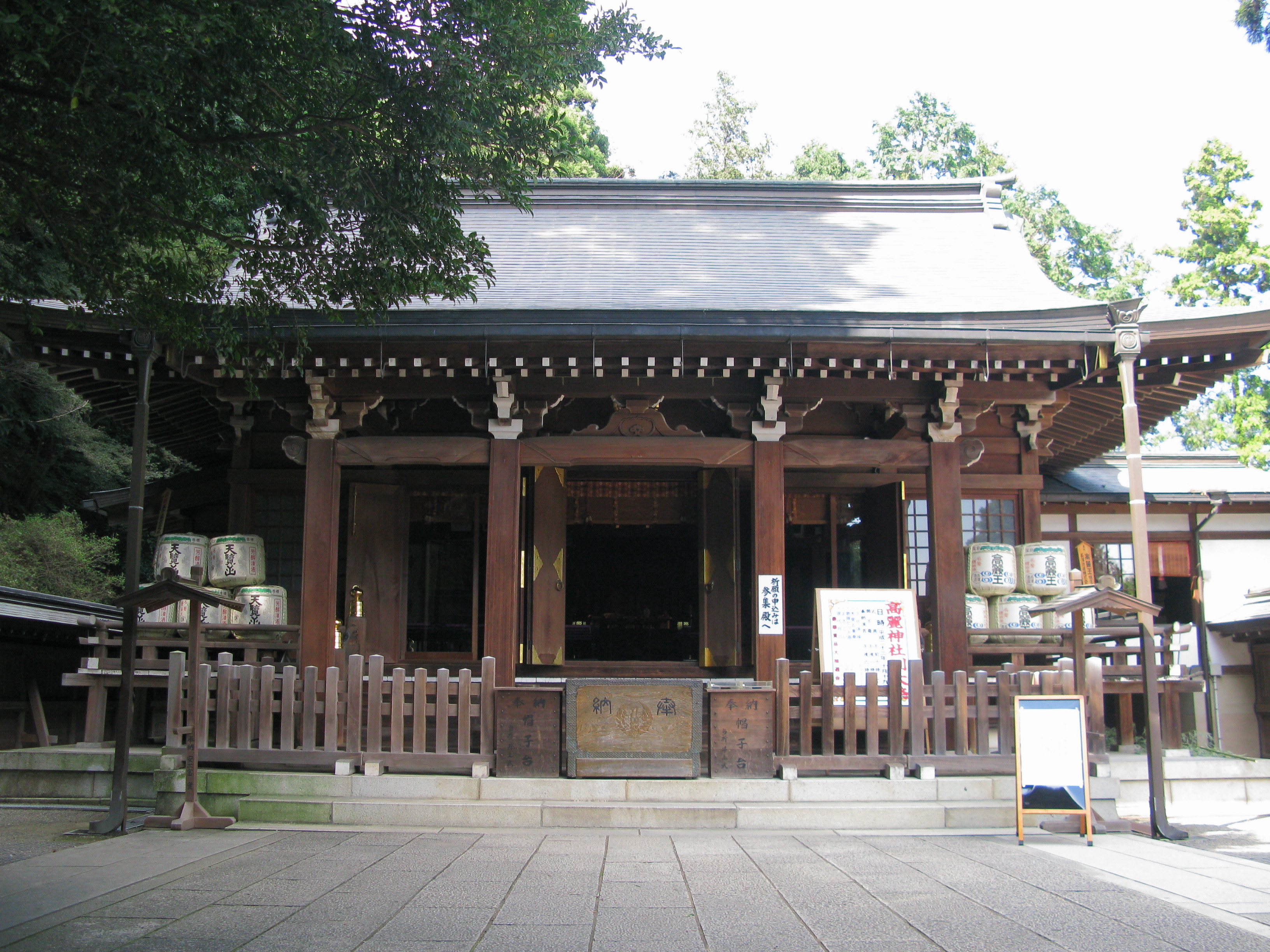
拝殿

高麗神社 （こまじんじゃ）は、埼玉県日高市に鎮座する神社。旧社格は県社。

## 概要
現在の埼玉県日高市の一部及び飯能市の一部にあたる高麗郡があるが、高麗郡及び上総郷は奈良時代に設置された土地である。高麗郡は716年(霊亀2年）に武蔵国高麗郡が設置された土地であり、朝鮮半島のゆかりの地である。中世武家時代の鎌倉時代以降、高麗郡の郡域が拡大して、日高市・鶴ヶ島市のそれぞれ全域と、飯能市・川越市・入間市・狭山市のそれぞれ一部が高麗郡の範囲となった。668年に唐・新羅に滅ぼされ亡命して日本に居住していた高句麗からの帰化人を朝廷はこの地に移住させた。703年には高麗若光が朝廷から王姓が下賜されたという話が伝わっている。高麗若光が「玄武若光」と同一人物ならば、高句麗王族の一人として、外国の王族の出身者に与えられていた王（こきし）の姓（かばね）を認められたということになる。この高麗若光も朝廷の命により高麗郡の設置にあたって他の高句麗人とともに高麗郡の地に移ってきたものと推定されている（新編『埼玉県史』）。
高麗神社は、この高麗若光を祭っている。神仏習合の時代には高麗家は修験者として別当を勤めていた。天正18年に徳川家康が関東に入国すると、翌年（1592年）に徳川家から社領として高麗郷内に3石を寄進された。また、高麗大宮大明神、大宮大明神、白髭大明神と称されていた社号は、明治以降は高麗神社と称されるようになった。境内隣接地には江戸時代に建てられた高麗家住宅がある。
入口付近の敷地には、2005年（平成4年）10月23日に在日本大韓民国民団（民団）から寄贈された花崗岩製の将軍標がある。これは、1992年に設置された木製のものが破損し腐食したことから再寄贈されたものである。また、駐日大韓民国大使らの参拝もある。

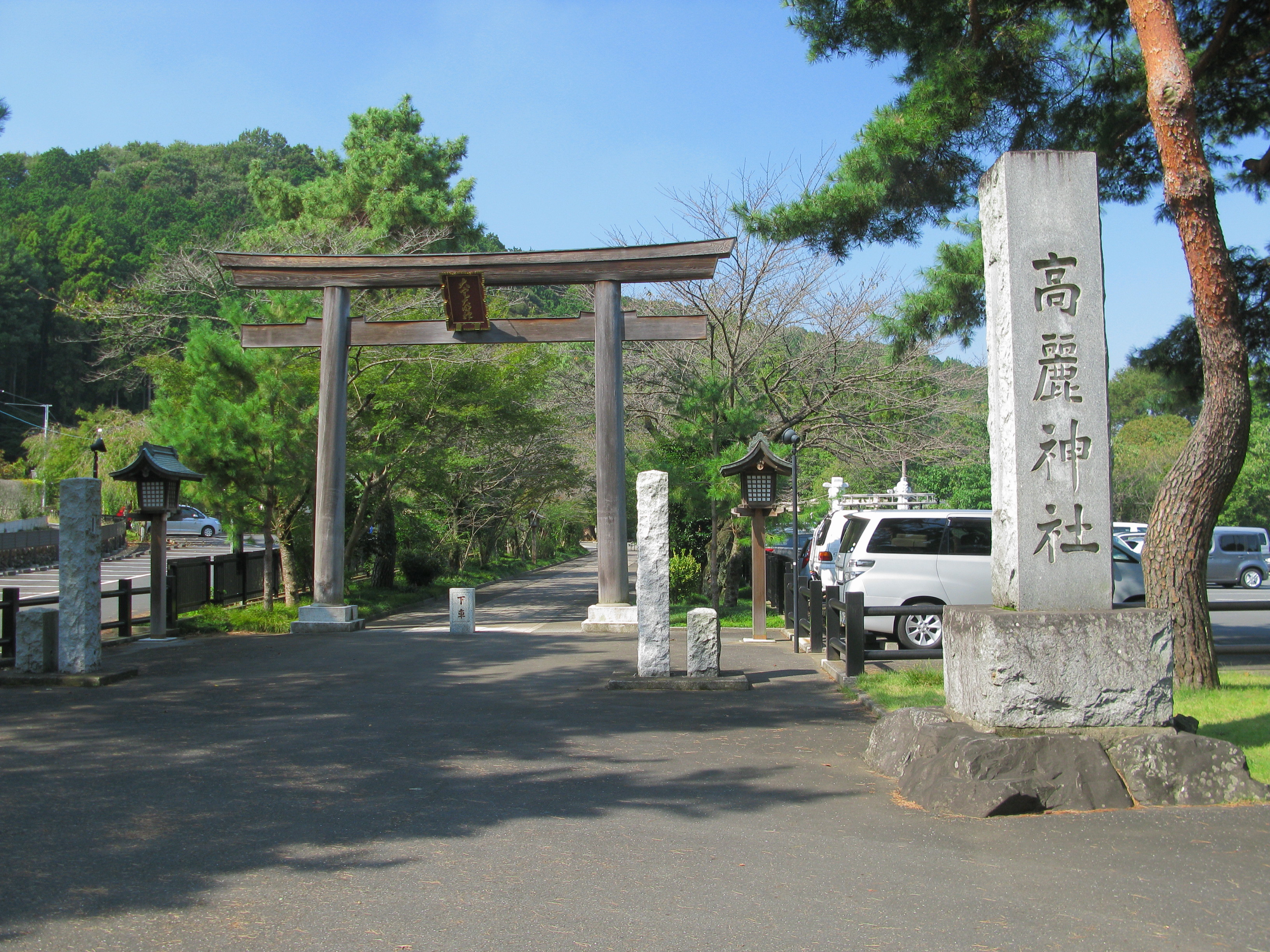
社号標と一の鳥居
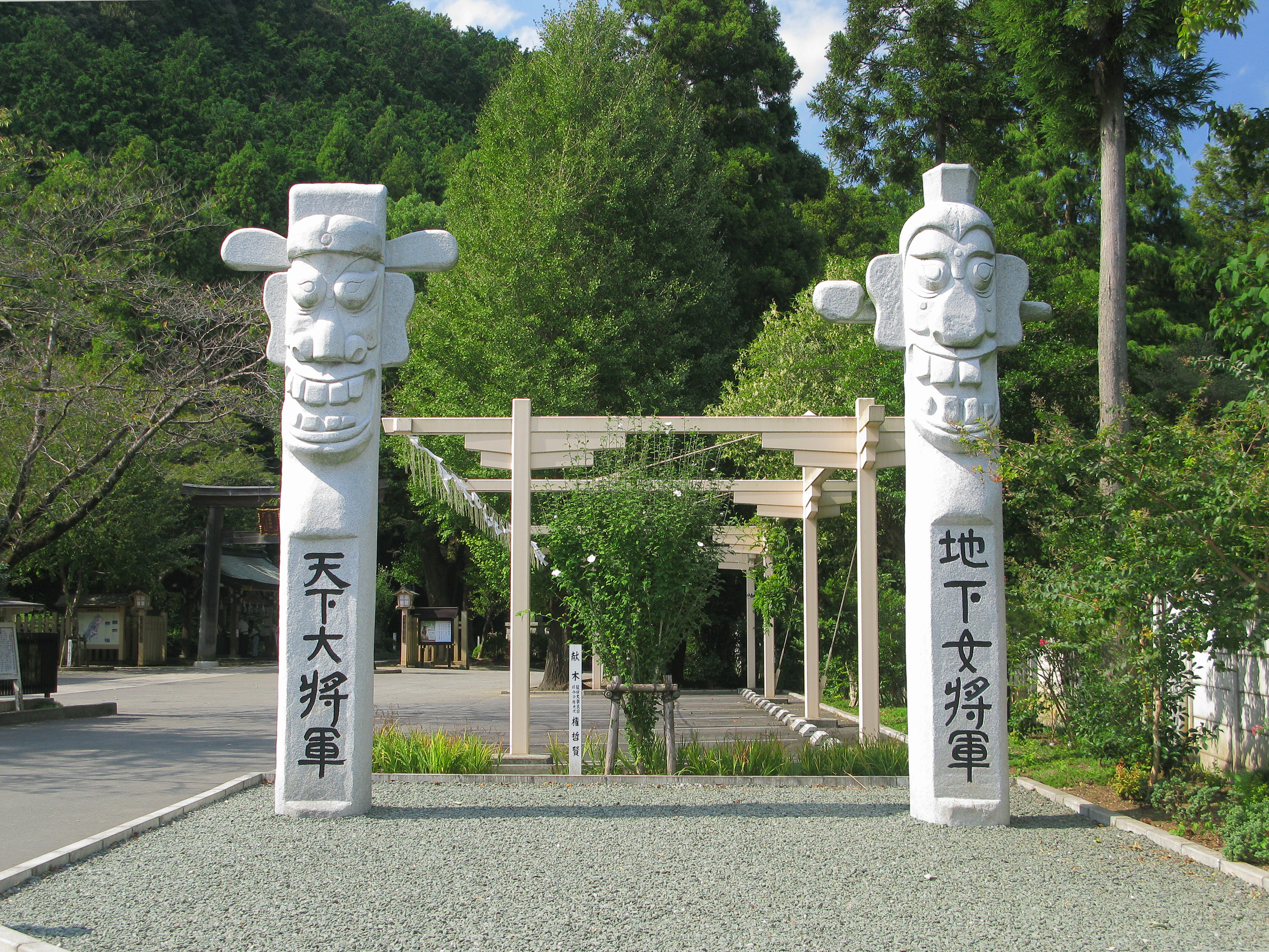
将軍標

この神社に参拝した政治家の6人（斎藤實、若槻禮次郎、浜口雄幸、平沼騏一郎、鳩山一郎、小磯国昭）が首相になったため、「出世神社」とも呼称される。

## 行幸啓
2017年9月20日から9月21日にかけて、当時の天皇、皇后が、在位中8度目の私的旅行として日高市や深谷市の渋沢栄一記念館に行幸啓し、その際に高麗神社に親拝した。天皇の親拝は創建以来初めてで、韓国でも大々的に報じられた。ほかに高麗家住宅・巾着田を視察した。

## 摂末社
摂末社は、摂社は無し。末社は、境外の山頂に水天宮（すいてんぐう）の１社がある。

## 文化財

### 重要文化財（国指定）
- 大般若経（自建暦元年至建保六年・足利鶏足寺慶弁一筆経） - 昭和38年2月14日指定[11][12]。

### 埼玉県指定有形文化財
- 本殿 - 平成4年3月11日指定[11][13]。

## 交通
- JR高麗川駅から徒歩約20分
- 西武池袋線高麗駅から徒歩約45分 - 付近にはヒガンバナで有名な巾着田が市営公園として整備されている。

## 付近の見所
- 聖天院 - 高麗一族の菩提寺。

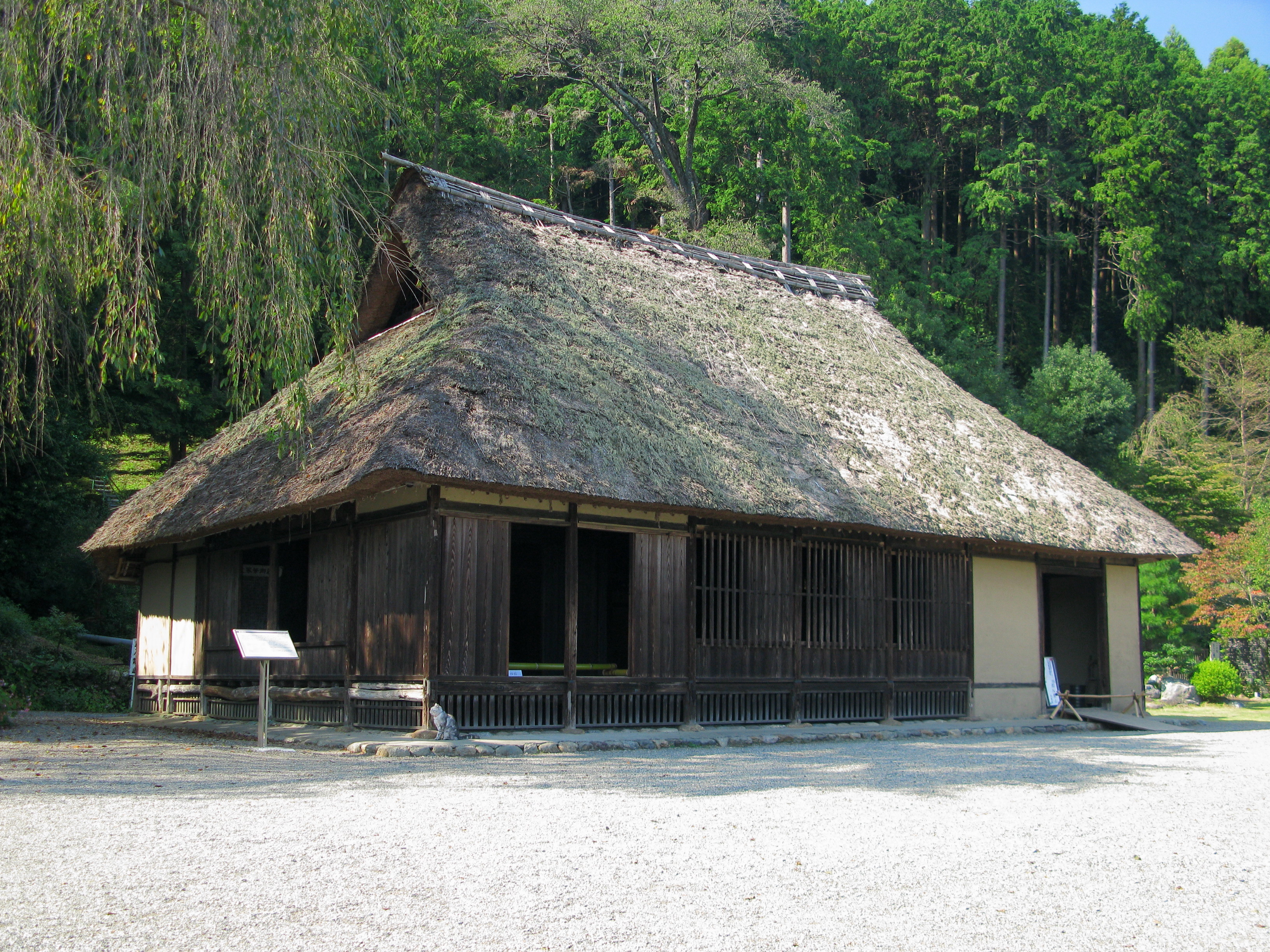
高麗家住宅

- 高麗家住宅 - 高麗神社の裏手に位置する[1]（所在地は高麗神社と同じ日高市大字新堀）。高麗神社の社家・高麗家の住居として建てられた。入母屋造、茅葺屋根で、山を背に、東を正面として建てられている。江戸時代初期を代表する民家として、1971年（昭和46年）6月、国の重要文化財に指定された。
- 野々宮神社